# Bies de Ward
El bies de Ward (Pseudobias wardi) és un ocell de la família dels vàngids (Vangidae) i única espècie del gènere Pseudobias Sharpe, 1870.

## Hàbitat i distribució
Habita la selva pluvial de Madagascar oriental i també en alguns indrets de l'interior de l'illa.